# Дифференциальный манометр
Дифференциа́льный мано́метр, дифмано́метр — прибор для измерения перепада давлений. Применяется для измерения уровня жидкостей в резервуарах под давлением или расхода жидкости, газа и пара с помощью диафрагм методом измерения перепада давления на сужающем устройстве. Называется также датчиком разности давлений.
По устройству различаются:
- жидкостные дифманометры (трубные, поплавковые, кольцевые и колокольные), в которых измерение осуществляется по высоте столба жидкости
- механические дифманометры (мембраные и сильфонные), в которых измерение осуществляется по упругой деформации чувствительного элемента — сильфона или мембраны.
- цифровые дифференциальные манометры, позволяющие измерить не только разность давлений газа в вентиляциях, газоходах, но и скорость воздушного потока, температуру и влажность (измерения с помощью пневмометрических трубок). Такие дифманометры используются при мониторинге окружающей среды, при проведении аэродинамических исследований, при экологическом анализе выбросов различных производств и при постоянном контроле вентиляции производственных помещений.

Применяемые в дифманометрах мембраны делятся на упругие и эластичные (вялые). Упругая мембрана — гибкая круглая плоская (плоская мембрана) или гофрированная (гофрированная мембрана) пластина, способная получить прогиб под действием давления. Гофры увеличивают жёсткость мембраны и её способность к деформации. Статическая характеристика плоских мембран изменяется нелинейно с увеличением давления, поэтому здесь в качестве рабочего участка используют небольшую часть возможного хода. Гофрированные мембраны могут применяться при больших прогибах, чем плоские, так как имеют значительно меньшую нелинейность характеристики. Мембраны изготовляют из различных марок стали, бронзы, томпака, латуни и т. д. Эластичные (вялые) мембраны изготавливаются из резины на тканевой основе в виде одногофровых дисков. Используются для измерения небольших избыточных давлений и разрежений. Также используется (орбитальная сварка чистых труб) для измерения разницы давлений между атмосферой и потоком в трубе.